# Celso Machado
Celso Machado Jr (Pindamonhangaba, 3 de maio de 1982) é um guitarrista, violonista e compositor brasileiro, integrante da banda de rock Observ. Machado atuou por quase dez anos com a Oficina G3, como músico contratado.

## Biografia
Aos 14 anos começou a tocar violão, e um certo tempo depois a guitarra. Fundou uma banda em Pindamonhangaba e aos dezoito anos, ao lado de amigos fundou um grupo cristão chamado Som Vivo. Tal banda se apresentou em vários locais do Brasil, além de acompanhar Luciano Manga, ex-vocalista da banda Oficina G3.
Entre os anos de 2003 e 2005 Celso morou no Reino Unido, onde estudou música. Em 2006, Luciano Manga apresentou Celso Machado aos membros da banda, e desde então tornou-se guitarrista base do grupo, tendo participado de quatro álbuns do Oficina G3, entre eles o DVD D.D.G. Experience. Em 2015, deixou de atuar com a banda e vive atualmente na Alemanha.
Em abril de 2011, lançou seu primeiro disco instrumental, de título 3D, de forma independente.
Juntamente com a Observ, lançou em outubro de 2014 o álbum O Mar que nos Envolve, com a participação de Duca Tambasco.

## Discografia
Carreira solo
- 2011: 3D

Com Observ
- 2012: Supernova
- 2014: O Mar que nos Envolve

Com outros músicos/bandas
- 2005: Nexus
- 2007: Elektracustika - Oficina G3 (violão)
- 2008: Plenitude
- 2008: Depois da Guerra - Oficina G3 (guitarra em "People Get Ready", violão em "Tua Mão", "A Ele" e "Incondicional)
- 2010: D.D.G. Experience - Oficina G3 (guitarra)
- 2012: Entre Irmãos Ao Vivo - Alexandre Aposan (guitarra)
- 2013: Graça - Aline Barros[6] (guitarra)
- 2014: Gospel Collection - Oficina G3 (guitarra)